# Архимандрит Јован (Рајић)
Јован Рајић (Сремски Карловци, 21. септембар 1726 — Ковиљ, 22. децембар 1801) био је српски калуђер, историчар, писац и педагог.

## Биографија
Јован Рајић је био син Радослава Јанковића (рођеног 1699), који потиче из вароши Видина. Јован је рођен 11. новембра 1726. године, у Карловцима, као први син у "дому Раје Видинца". По очевом надимку "Раја", извео је Јован касније своје презиме - "Рајић".
У родном месту је похађао „словенску школу“ (словенско-латинску) код учитеља - све Руса - Емануела Козачинског, Ивана Минацког и још тројице непознатих. Гимназију је он учио у Коморану код језуита, па кад су га хтели превести у католицизам, исту је напустио. Прешао је у Шопрон, у толерантнију протестантску гимназију. Након матуре кренуо је пешице у Русију; жељан науке је отишао у Кијев, где је завршио руску духовну академију. После три године студирања у Кијеву, четврту годину је похађао у Москви. Када се вратио у родне Карловце није могао да нађе место, па се повратио у Русију. Оданде се он спреми, те преко Цариграда дође на Свету Гору, ради скупљања по манастирима историјске грађе за своју историјску књигу. По повратку 1758. године је добио место наставника, прво у богословско-учитељској школи у Карловцима, па пређе у Темишвар да спрема "клирике" (будуће свештенике). На позив бачког епископа Мојсеја Путника, дошао је на рад у новосадској богословији. Доцније се закалуђерио 1772. године у манастиру Ковиљу, и ту као архимандрит (1772-1801) је остао до смрти. Сахрањен је у манастирској цркви Св. арханђела, са леве стране, "ниже престола Мајке Божије", и ту је тек 1891. године на пригодној свечаности постављена камена надгробна плоча. Обележје је поручено у Новом Саду, а за ту прилику је епитаф саставио проф. Александар Сандић из Новог Сада. На плочи је било уклесано: "овде леже кости...учитеља богословља - бранича православља, великога књижевника српског."
Лазар Томановић је након посете манастиру Ковиљ (1883. године) у путопису На повратку с Бранкове свечаности, записао да је српски народ дужан да оцу своје историје подигне пристојан споменик и то што пре. Као разлог је навео скору посету странаца манастиру, који би лоше о нама судили због наше равнодушности према своме великану.

## Дело
Рајић је највише радио као богословски писац. Написао је „Катихизис“, више хришћанских историја, обредних књига и полемичких богословских списа.
Најзначајније му је, капитално дело: „Историја разних народов, наипаче Болгар, Хорватов и Сербов“, Беч 1794-1795. године. Ради истраживања боравио је годину дана у Русији, и два месеца на Светој Гори. Бавио се у светогорским манастирима Хиландару и Зографу, крајем лета 1758. године. Мада је нашао пуно старих хрисовуља писаних, од српски царева и краљева, нису му их хтели дати хиландарски монаси. У Хиландару је тада био "мешовит национални састав", поред Срба, било је Бугара и Грка. У старој српској Немањићкој задужбини - светињи Срби калуђери су били у мањини; владало је међу православном браћом, најблаже речено "неповерење". Рајић је међутим много утицао - помогао проигуману Хиландара, Пајсију јеромонаху "бугарског порекла" са којим се тада, а и касније у Карловцима опет срео (1861). Пајсије Хиландарац се након упућивања у тему покренуо; успео је да напише и објави прву стару историју Бугарске нације и државе.
У књижевност више спадају ови његови радови: „Бој змаја с орлови“, „Трагедија цара Уроша“, прерада с немачког језика једне средњовековне збирке приповедака и две збирке пригодних и побожних песама („Во споминанију смерти“ и „На господскија праздники“).
Образован у школи Емануела Козачинског и кијевској духовној академији, која је важила као средиште православне сколастике и догматике, Рајић је постао најчувенији теолог код Срба; називан је српским Златоустом. Имајући поглавито на уму опасност Српске православне цркве у Војводини од унијаћења, нарочито се усавршио у питањима која су истицала преимућство православних догми над унијатским.
У српској историографији је значајан као један од првих који су се бавили историјом са научним приступом.

### Историографски рад
Рајић је оригиналнији и много знатнији као историчар. Његова историја је врло обилно дело и први велики и озбиљан покушај да се прошлост Јужних Словена прикаже у целини и упоредо са историјом околних народа. Супротно ранијим хроникама, које почињу црквеном историјом и које догађаје и облике друштвеног уређења тумаче Божјим провиђењем, његова историја почиње ранијом судбином Словена и у приказивању догађаја и државних облика ослања се на писана документа и критичка разматрања. Од ранијих историчара он се обилато служи Хроником Ђорђа Бранковића, Даниловим Животима и неким страним историчарима, али му српски најважнији писани извори нису познати. Чуда и калуђерских схватања има и код њега. Према томе, правог научног метода у његовој историји још нема, мада она несумњиво представља напредак у развитку српске историографије. Иако он у излагању избегава да каже оно чиме би се, као исправан аустријски грађанин, огрешио о своју поданичку верност, он ипак увек брани и велича Србе.
Поменута трагедија је прерада драме Емануела Козачинског, коју је Рајић као ђак гледао и преписивао, а у старости прерадио и удесио за игру према својим назорима, сасвим у духу и руху средњовековних мистерија и миракула, у којима се, у доба ренесансе, на чудан начин преплеће хришћански морал са грчком митологијом. То је једини моралитет у српској књижевности. — Бој змаја с орлови је Рајићево најкњижевније дело. То је алегоријска историјска песма о рату Русије и Аустрије (орлови) против Турске (змај) 1788—1790. Песма је прожета родољубљем и хришћанским осећањима и писана доста чистим народним језиком.

## Одабрана дела
Историја у четири тома:
- Раичъ, Іоаннъ (1794a). Исторія разныхъ славенскихъ народовъ наипаче Болгаръ, Хорватовъ, и Сербовъ. 1. Въ Вїеннѣ: Въ Славенно-Сербской, Валахїиской и Восточныхъ языковъ Привилег. Тѵпографїй.
- Раичъ, Іоаннъ (1794b). Исторія разныхъ славенскихъ народовъ наипаче Болгаръ, Хорватовъ, и Сербовъ. 2. Въ Вїеннѣ: Въ Славенно-Сербской, Валахїиской и Восточныхъ языковъ Привилег. Тѵпографїй.
- Раичъ, Іоаннъ (1794c). Исторія разныхъ славенскихъ народовъ наипаче Болгаръ, Хорватовъ, и Сербовъ. 3. Въ Вїеннѣ: Въ Славенно-Сербской, Валахїиской и Восточныхъ языковъ Привилег. Тѵпографїй.
- Раичъ, Іоаннъ (1795). Исторія разныхъ славенскихъ народовъ наипаче Болгаръ, Хорватовъ, и Сербовъ. 4. Въ Вїеннѣ: Въ Славенно-Сербской, Валахїиской и Восточныхъ языковъ Привилег. Тѵпографїй.